# 알마이다
수라 알마이다(아랍어: سورة المائدة ‘잘 차려진 식탁’[*])은 꾸르안의 5번째 수라(장)이다. 120개의 아야트로 이루어져 있으며, 메디나 수라이다.

## 개요
주제는 금지된 동물과 행위 성스러운 달, 예수와 모세에 대해 설명하고 있다.
| 이 전 안니사 | 수라 5 (아랍어 원문) | 다 음 알안암 |
| 1 2 3 4 5 6 7 8 9 10 11 12 13 14 15 16 17 18 19 20 21 22 23 24 25 26 27 28 29 30 31 32 33 34 35 36 37 38 39 40 41 42 43 44 45 46 47 48 49 50 51 52 53 54 55 56 57 58 59 60 61 62 63 64 65 66 67 68 69 70 71 72 73 74 75 76 77 78 79 80 81 82 83 84 85 86 87 88 89 90 91 92 93 94 95 96 97 98 99 100 101 102 103 104 105 106 107 108 109 110 111 112 113 114 |                      |              |